# Болдинка
Болдинка — деревня в Кольчугинском районе Владимирской области России, входит в состав Бавленского сельского поселения.

## География
Деревня расположена в 4 км на юго-восток от центра поселения посёлка Бавлены, в 20 км на северо-восток от райцентра города Кольчугино.

## История
В XIX — начале XX века деревня входила в состав Есиплевской волости Юрьевского уезда, с 1925 года — в составе Юрьевской волости Юрьев-Польского уезда Иваново-Вознесенской губернии. В 1859 году в деревне числилось 3 дворов, в 1905 году — 8 дворов.
С 1929 года деревня входила в состав Бавленского сельсовета Кольчугинского района, с 1962 года — в составе Лычевского сельсовета, с 2002 года — в составе Бавленского сельского округа, с 2005 года — в составе Бавленского сельского поселения.

## Население
| 1859 | 1905 | 2002 | 2010 | 2013 | 2021 |
| ---- | ---- | ---- | ---- | ---- | ---- |
| 36   | ↗42  | ↘0   | ↗2   | →2   | ↘0   |